# Parafia św. Stanisława Biskupa i Męczennika w Solcu Kujawskim
Parafia pw. św. Stanisława Biskupa i Męczennika w Solcu Kujawskim – parafia rzymskokatolicka w Solcu Kujawskim, w dekanacie Bydgoszcz IV w diecezji bydgoskiej. Erygowana w połowie XIV wieku.
Kościołem parafialnym jest Kościół św. Stanisława Biskupa i Męczennika w Solcu Kujawskim.

## Proboszczowie
- 1898–1904 : Stanisław Napierała (1851–1904)
- 1904–1914 : Witold Nowakowski (1875–1935)
- 1914–1918 : Franciszek Wolski (1877–1944)
- 1918–1921 : Jan Klein (1885–1940)
- 1921–1933 : Jan Mąkowski (1878–1941)
- 1933–1936 : Stanisław Badura (1900–1988)
- 1936–1939 : Edward Degórski (1905–1981)
- 1939–1946 : Franciszek Hanelt (1894–1971)
- 1946–1948 : Kazimierz Gliński (1911–1967)
- 1948–1978 : Jan Pelikant (1906–1995)
- 1978–1990 : Antoni Balcerzak (1936–2023)
- 1990–2012 : Benedykt Konieczka (1939–2025)
- od 2012 : Andrzej Stachowicz (ur. 1969)

## Zasięg parafii
Ulice: Dworcowa, Garbary, Plac Jana Pawła II, 29 Listopada, Robotnicza, Średnia cz., 23 Stycznia, część Toruńskiej, Wolności.